# 버클리 스퀘어

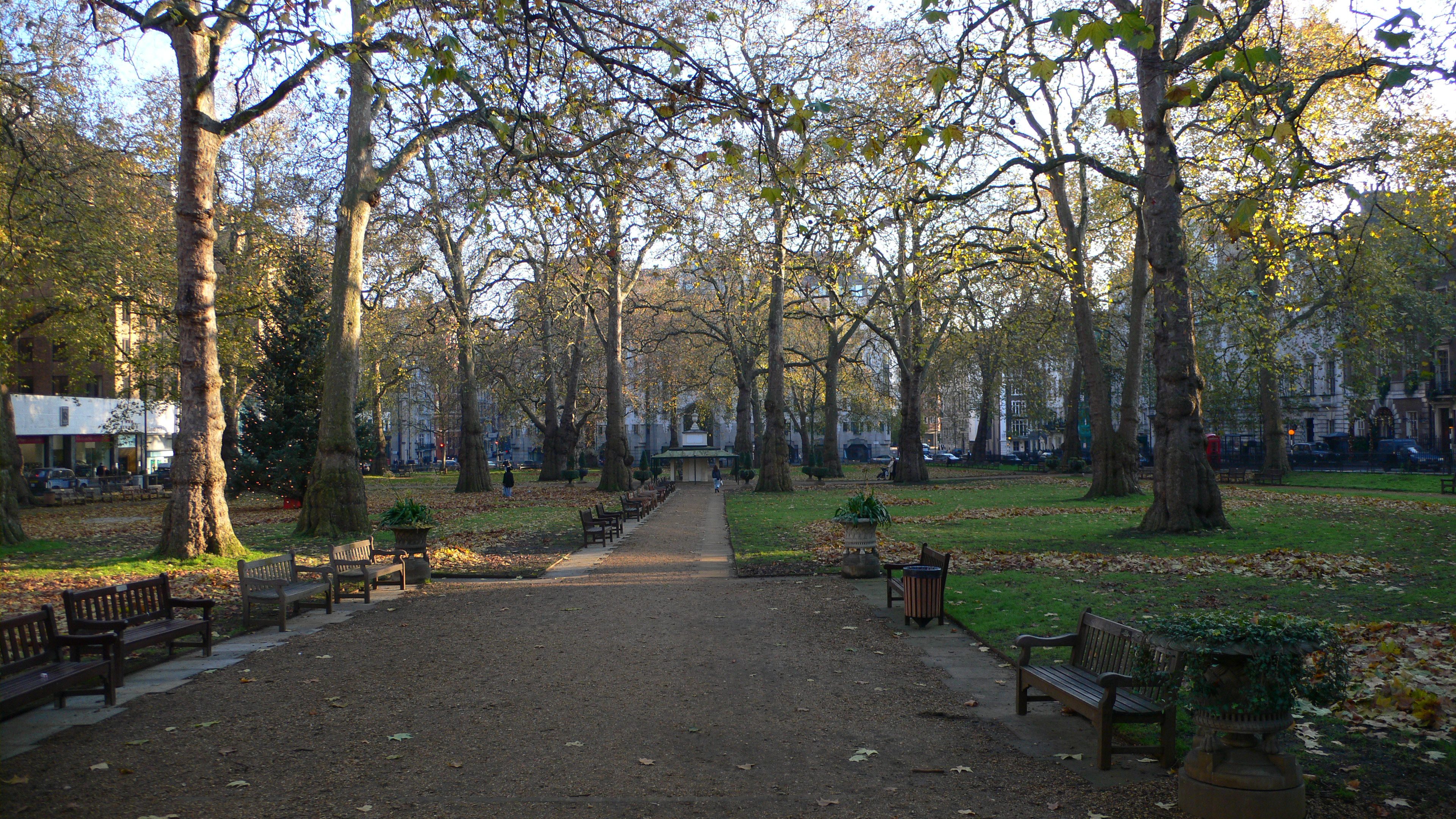
버클리 스퀘어 (2005년)

버클리 스퀘어(Berkeley Square) 또는 버클리 광장은 웨스트엔드오브런던의 가든 광장이다. 시티오브웨스트민스터 메이페어에 위치한 런던 내 수많은 광장들 중 가장 알 알려진 것들 중 하나이다. 건축가 윌리엄 켄트에 의해 18세기 중반 세워졌다.

## 저명한 주민
- 존 빙
- 조지 캐닝
- 윈스턴 처칠
- 제1대 클라이브 남작 로버트 클라이브

랜즈돈 하우스에서의 과거의 거주민:
- 제3대 뷰트 백작 존 스튜어트
- 제2대 셸번 백작 윌리엄 페티
- 윌리엄 피트 (1759년)
- 제5대 로즈베리 백작 아치볼드 프림로즈
- 셀프리지스

## 참고 문헌
- "Berkeley Square, North Side", Survey of London: volume 40: The Grosvenor Estate in Mayfair, Part 2 (The Buildings) (1980) at British History Online (date accessed 5 July 2009)
- "Berkeley Square and its neighbourhood", Old and New London: Volume 4 (1878) at British History Online (date accessed 5 July 2009)
- Sykes, Christopher Simon. Private Palaces: Life in the Great London Houses, Chatto & Windus, 1985